# (14909) Kamchatka
(14909) Kamchatka est un astéroïde de la ceinture principale.

## Description
(14909) Kamchatka est un astéroïde de la ceinture principale. Il fut découvert le 14 août 1993 à Caussols par Eric Walter Elst. Il présente une orbite caractérisée par un demi-grand axe de 2,58 UA, une excentricité de 0,16 et une inclinaison de 13,5° par rapport à l'écliptique.

## Compléments